# Maeda Yoshinori
Maeda Yoshinori est un nom japonais traditionnel ; le nom de famille (ou le nom d'école), Maeda, précède donc le prénom (ou le nom d'artiste).
Maeda Yoshinori (前田 吉徳, 10 septembre 1690-11 juillet 1745) est un daimyo de l'époque d'Edo, à la tête du domaine de Kaga, engagé dans des réformes fiscales visant à améliorer la situation financière du domaine.

## Famille
- Fils :
  - Maeda Munetoki (1725-1747)
  - Maeda Shigehiro (1729-1753)
  - Maeda Shigenobu (1735-1753)
  - Maeda Shigemichi (1741-1786)
  - Maeda Harunaga (1745-1810)

## Source de la traduction
- (en) Cet article est partiellement ou en totalité issu de l’article de Wikipédia en anglais intitulé « Maeda Yoshinori » (voir la liste des auteurs).